# Władysław Gębik
Władysław Gębik (ur. 14 czerwca 1900 w Szczyrzycu, zm. 23 marca 1986 w Krakowie) – doktor nauk filozoficznych, pedagog, pisarz, literat (pisał pod pseudonimem Andrzej Borowik), działacz społeczno-kulturalny spod znaku Rodła, członek Związku Polaków w Niemczech, etnograf.

## Życiorys
Urodził się 14 czerwca 1900 w Szczyrzycu koło Limanowej (ojciec Jan – pisarz gminny, matka Anna z domu Trzópek). Ukończył gimnazjum w Myślenicach, studiował na Uniwersytecie Jagiellońskim w Krakowie.
W latach 1923–1932 był nauczycielem w Miejskim Gimnazjum Matematyczno-Przyrodniczym w Katowicach. W Poznaniu w 1932 obronił pracę doktorską zakresu biologii i uzyskał tytuł doktora nauk filozoficznych. W marcu 1933 roku został nauczycielem biologii i chemii w Polskim Gimnazjum w Bytomiu, gdzie pracował do listopada 1937 roku, a od 8 listopada tegoż roku został pierwszym dyrektorem Gimnazjum Polskiego w Kwidzynie (otwarte w 1937, 25 sierpnia 1939 uczniów i nauczycieli władze hitlerowskie internowały, nauczycieli przewieziono do obozów koncentracyjnych), funkcję tę powierzył mu Związek Polaków w Niemczech. W 1934 przystąpił do tworzenia polskiego szkolnictwa średniego w Prusach Wschodnich. Zasłużył się w opracowaniu programu nauczania w szkołach polskich w Niemczech.
26 sierpnia 1939 roku został aresztowany przez Gestapo wraz z innymi nauczycielami.
Władysław Gębik trafił do obozu koncentracyjnego w Tapiau, Grunhof, Hohenbruch, potem Stutthof, Sachsenhausen i w końcu do Mauthausen-Gusen. W obozach koncentracyjnych przebywał od 20 września 1939 do 5 maja 1945. Nawet w tak trudnych warunkach wykazywał się postawą humanisty, opiekował się starszymi więźniami. Był prezesem Polskiej Rady Obozowej oraz Międzynarodowego Komitetu Więźniów.
W 1945 wrócił na teren Polski, na Mazury i podjął pracę w gimnazjum w Szczyrzycu. Niebawem przyjechał do Olsztyna i objął stanowisko naczelnika Wydziału Średnich Kuratorium Mazurskiego, Okręgu Szkolnego w Olsztynie.
W Olsztynie dr Gębik założył: Oddział Towarzystwa Teatrów i Muzyki Ludowej. W latach 1948–1950 był kierownikiem Inspektoratu Kulturalno-Oświatowego Spółdzielni Wydawniczej „Czytelnik” w Olsztynie. Był prezesem Zarządu Wojewódzkiego Towarzystwa Wiedzy Powszechnej. W latach 1950–1957 był kierownikiem olsztyńskiej delegatury Państwowego Instytutu Sztuki i zajmował się zbieraniem rodzimego folkloru.
Był współzałożycielem „Słowa na Warmii i Mazurach” – regionalnego dodatku do „Słowa Powszechnego” i przez wiele lat był kierownikiem literackim tego pisma. Był współzałożycielem „Posłańca Warmińskiego”
Brał udział w tworzeniu Klubu Literackiego (1953), przekształconego później w Klub Literatury Regionalnej przy Zarządzie Głównym Związku Literatów Polskich. Brał udział w tworzeniu Oddziału Związku Literatów Polskich w Olsztynie (1955), prezesem był w latach 1961–1971.
Uczestniczył w działaniach Polskiego Towarzystwa Ludoznawczego, Towarzystwa Rozwoju Ziem Zachodnich, Ośrodka Badań Naukowych im. W. Kętrzyńskiego oraz Związku Szczyrzyczan.
Był człowiekiem o szerokich zainteresowaniach. Zachęcał pisarzy i historyków do podejmowania tematów regionalnych, wielu udzielił pomocy. Wydawał książki starszym pisarzom i pomagał im w pozyskiwaniu środków do życia (np. Michał Lengowski i Jan Dopatka). Zmarł 23 marca 1986 w Krakowie i został pochowany na cmentarzu w Szczyrzycu.
W 1975 został laureatem Nagrody im. Oskara Kolberga.

## Działalność literacka
Pierwsze utwory pisał na potrzeby zespołów teatralnych.
Książki:
- Wiara ojców (przed 1939)
- Kształt wzajemnej miłości (przed 1939)
- Pieśni ludowe Mazur i Warmii (1953)
- Sprawy i ludzie spod znaku Rodła (1959)
- Burzom dziejów nie dali się zgnieść (1967)
- Czarodziejski grosz (baśń sceniczna wystawiona przez krakowski Teatr Rozmaitości w 1969)
- Prawo i pięść (1971) – pamiętniki
- O Michale Lengowskim, pieśniarzu warmińskim, w setną rocznicę urodzin (Wydawnictwo Pojezierze, 1972)
- Z diabłami na ty (1972)
- Pod warmińskim niebem (1974)